# Beefeater
Beefeater (произносится Бифитер) — английский джин.

## История
В 1863 году фармацевт Джеймс Барроу, англичанин, живший в Канаде, вернулся на родину и купил за 400 фунтов стерлингов спиртзавод Челси в лондонском районе Кеннингтон (англ. Kennington). Поначалу на нём производили традиционные спиртные напитки, но Барроу экспериментировал, и в итоге в 1876 году представил публике новый джин Beefeater. Многие источники называют датой рождения Beefeater 1820 год, что неверно: в том году лишь был построен спиртзавод Челси. «Лицом» джина стал бифитер в церемониальной одежде (англ. Yeomen of the Guard). C 1975 года началось производство в Париже, где Beefeater разливается компанией Pernod Ricard, которой ныне и принадлежит. Сейчас Beefeater продаётся более чем в ста странах мира, общий годовой объём продаж составляет 21,6 млн литров. Beefeater — самый популярный джин в Испании и третий по популярности в США.

## Продукция
В состав Beefeater входят (помимо воды и спирта) можжевельник, корень и семена дягиля, семена кориандра, лакрица, миндаль, корень ириса (англ. Iris germanica), севильские апельсины и лимонная цедра. Все эти ингредиенты вымачиваются в спирте в течение 24 часов, затем в течение 7—8 часов происходит дистилляция, то есть медленное выпаривание спирта. Затем в получившемся продукте понижают крепость: для Великобритании и других стран производится Beefeater крепостью 40 %, исключение составляют Соединенные Штаты — для них показатель крепости немного выше — 44 %.
Джин Beefeater регулярно получает медали на тематических состязаниях.
30 октября 2009 года свет увидела новинка — Beefeater 24, в состав которого дополнительно входят китайский и японский зелёный чай (сентя) и цедра грейпфрута.
Летом 2010 года вышла ещё одна новинка — Beefeater Summer Edition, в его состав добавлены бузина, чёрная смородина и гибискус.